# Jordi Gil
Jordi Gil i Beneito (Alcoy, 1951) es un cantautor español en valenciano, conocido artísticamente como Jordi Gil.

## Trayectoria artística
Jordi Gil inició su actividad en los años 60, se popularizó en Cataluña tras un festival colectivo en homenaje a Ovidi Montllor, celebrado en Alcoy poco antes de su muerte y que fue grabado y difundido por televisión. En 1994 publicó un casete (Al meu país) con temas propios y poemas musicados de Miquel Martí i Pol, Joan Valls i Jordà y del también cantante alcoyano Francesc Moisès.
Gil ha grabado discos como Veus en solidaritat (1993), Pintem l'esperança (1993), Al meu país (1994), D'Andorra i altres pobles (1994), De cor i canya (1995), Homenatge a l'Ovidi (1995), 9 d'Octubre Xixona (1996), La cançó de Mariola (1997), Des d'aquest racó de ciutat (1999), Voces Shefardites (2005),  Íntimament (2006), El barquillero (2012), De llangardaixos, gripaus i lladregots (2012), Münchhausen (2013), Poemes i cançons (disco-libro 2013), Sirena de la llibertat (2015) o Sepharad (2017). Se retiró de los escenarios en 2017 y en 2018 la Associació Cultural Amics de Joan Valls i Jordà reconoce su labor en defensa del valenciano durante toda su trayectoria con el Premio Joan Valls i Jordà. En 2022 recibe el premio Els Palmells que otorga el periódico El Grat de Alcoy.
En 2024 publica Vida, un disco con diecisiete temas que fue presentado en Alcoy. 

## Discografía
- Veus en solidaritat (1993)
- Pintem l'esperança (1993)
- Al meu país (1994)
- D'Andorra i altres pobles (1994)
- De cor i canya (1995)
- Homenatge a l'Ovidi (1995)
- 9 d'Octubre Xixona (1996)
- La cançó de Mariola (1997)
- Des d'aquest racó de ciutat (1999)
- Voces Shefardites (2005)
- Íntimament (2006)
- El barquillero (2012)
- De llangardaixos, gripaus i lladregots (2012)
- Münchhausen (2013)
- Poemes i cançons (disco-libro 2013)
- Sirena de la llibertat (2015)
- Sepharad (2017)
- Vida (2024)